# Estació de Vallbona d'Anoia
Vallbona d'Anoia és una estació de la línia R6 i R60 de la Línia Llobregat-Anoia de FGC situada al nord del nucli urbà de Vallbona d'Anoia a la comarca de l'Anoia. Aquesta estació es va inaugurar el 1893.
| Línia Llobregat-Anoia de FGC |       |       |            |                        |
| Procedència/Destinació       | <     | Línia | >          | Procedència/Destinació |
| Barcelona - Pl. Espanya      | Piera |       | Capellades | Igualada               |
| Barcelona - Pl. Espanya      | Piera |       | Capellades | Igualada               |

## Edifici de l'estació
L'edifici de l'estació, d'estil modernista, està inclòs en l'Inventari del Patrimoni Arquitectònic de Catalunya. És de base rectangular. L'entrada està situat a una de les parets llargues i està centralitzat per una porta flanquejada per dues finestres a cada banda.
Arquitectònicament es pot relacionar amb la propera estació de la Pobla de Claramunt, que ha estat enderrocada. La línia del carrilet de Barcelona a Igualada per Martorell fou inaugurada l'any 1893. La construcció d'aquesta estació deu datar d'aquest any.